# Ranunculus plavensis
Ranunculus plavensis är en ranunkelväxtart som beskrevs av Dunkel. Ranunculus plavensis ingår i släktet ranunkler, och familjen ranunkelväxter. Inga underarter finns listade i Catalogue of Life.